# Blanchard (Maine)
Blanchard ist ein Unorganized Territory im Piscataquis County des Bundesstaates Maine in den Vereinigten Staaten. Das Gebiet wird durch den Bundesstaat verwaltet.
Im Jahr 2020 lebten dort 91 Einwohner in 138 Haushalten auf einer Fläche von 116,5 km2.

## Geographie
Nach dem United States Census Bureau hat Blanchard eine Gesamtfläche von 116,5 km2, von der 114,8 km2 Land sind und 1,7 km2 aus Gewässern bestehen.

### Geographische Lage
Blanchard liegt im Südwesten des Piscataquis Countys und grenzt an das Somerset County. Der Piscataquis River fließt in südliche Richtung durch das Gebiet von Blanchard. Einige kleinere Flüsse durchfließen das Gebiet, auf dem es keine Seen gibt. Die Oberfläche ist eben, ohne höhere Erhebungen.

### Nachbargemeinden
Alle Entfernungen sind als Luftlinien zwischen den offiziellen Koordinaten der Orte aus der Volkszählung 2010 angegeben.
- Norden: Shirley, 12,6 km
- Osten: Monson (Maine), 13,0 km
- Südosten: Abbot, 13,6 km
- Süden: Kingsbury, 11,0 km
- Westen: Northeast Somerset, Unorganized Territory, 31,0 km

### Stadtgliederung
In Blanchard gibt es mehrere Siedlungsgebiete: Blanchard, North Blanchard und Quarry.

### Klima
Die mittlere Durchschnittstemperatur in Blanchard liegt zwischen −11,1 °C (12 °F) im Januar und 19,4 °C (67 °F) im Juli. Damit ist der Ort gegenüber dem langjährigen Mittel der USA um etwa 9 Grad kühler. Die Schneefälle zwischen Oktober und Mai liegen mit bis zu zweieinhalb Metern mehr als doppelt so hoch wie die mittlere Schneehöhe in den USA; die tägliche Sonnenscheindauer liegt am unteren Rand des Wertespektrums der USA.

## Geschichte
Blanchard wurde am 17. März 1831 als Town organisiert. Zuvor war das Gebiet als Township No. 3, Third Range Bingham's Kennebec Purchase, East of Kennebec River (T3 R3 BKP EKR) vermessen worden. Benannt wurde Blanchard nach Charles Blanchard, einem frühen Landeigentümer.
Im Jahr 1951 wurde die Organisation als Town aufgehoben und Blanchard wurde als Blanchard Plantation organisiert. Dieses endete im Jahr 1984, seitdem gehört Blanchard zu den Unorganized Territorys.

### Einwohnerentwicklung
| Volkszählungsergebnisse – Township of Blanchard, Maine | Volkszählungsergebnisse – Township of Blanchard, Maine | Volkszählungsergebnisse – Township of Blanchard, Maine | Volkszählungsergebnisse – Township of Blanchard, Maine | Volkszählungsergebnisse – Township of Blanchard, Maine | Volkszählungsergebnisse – Township of Blanchard, Maine | Volkszählungsergebnisse – Township of Blanchard, Maine | Volkszählungsergebnisse – Township of Blanchard, Maine | Volkszählungsergebnisse – Township of Blanchard, Maine | Volkszählungsergebnisse – Township of Blanchard, Maine | Volkszählungsergebnisse – Township of Blanchard, Maine |
| Jahr                                                   | 1800                                                   | 1810                                                   | 1820                                                   | 1830                                                   | 1840                                                   | 1850                                                   | 1860                                                   | 1870                                                   | 1880                                                   | 1890                                                   |
| ------------------------------------------------------ | ------------------------------------------------------ | ------------------------------------------------------ | ------------------------------------------------------ | ------------------------------------------------------ | ------------------------------------------------------ | ------------------------------------------------------ | ------------------------------------------------------ | ------------------------------------------------------ | ------------------------------------------------------ | ------------------------------------------------------ |
| Einwohner                                              |                                                        |                                                        |                                                        |                                                        | 270                                                    | 192                                                    | 164                                                    | 164                                                    | 167                                                    | 213                                                    |
| Jahr                                                   | 1900                                                   | 1910                                                   | 1920                                                   | 1930                                                   | 1940                                                   | 1950                                                   | 1960                                                   | 1970                                                   | 1980                                                   | 1990                                                   |
| Einwohner                                              | 248                                                    | 175                                                    | 124                                                    | 104                                                    | 118                                                    | 75                                                     | 57                                                     | 56                                                     | 64                                                     | 78                                                     |
| Jahr                                                   | 2000                                                   | 2010                                                   | 2020                                                   | 2030                                                   | 2040                                                   | 2050                                                   | 2060                                                   | 2070                                                   | 2080                                                   | 2090                                                   |
| Einwohner                                              | 83                                                     | 98                                                     | 91                                                     |                                                        |                                                        |                                                        |                                                        |                                                        |                                                        |                                                        |

## Wirtschaft und Infrastruktur

### Verkehr
Blanchard wird von keiner Staatsstraße durchquert. In dem Gebiet befinden sich nur Gemeindestraßen.

### Öffentliche Einrichtungen
In Blanchard gibt es keine medizinischen Einrichtungen oder Krankenhäuser. Nächstgelegene Einrichtungen für die Bewohner von Blanchard befinden sich in Dover-Foxcroft.
Blanchard besitzt keine eigene Bücherei, die nächstgelegene ist die Monson Public Library in Monson.

### Bildung
Als Unorganized Territory wird das Gebiet von Blanchard durch den Bundesstaat Maine verwaltet, der auch für die Bildungsangebote verantwortlich ist.

## Persönlichkeiten

### Söhne und Töchter der Stadt
- Thomas Davee (1797–1841), Politiker